# Billy Backus
Howard William Backus, genannt Billy Backus, (* 5. März 1943 in Canastota, USA) ist ehemaliger Boxweltmeister im Weltergewicht. Er ist der Neffe von Carmen Basilio.

## Wichtige Kämpfe
Am 3. Dezember 1970 gewann Billy Backus den WBA- und WBC-Gürtel im Weltergewicht gegen José Ángel Nápoles, der Kampf endete in der 4. Runde durch technischen K. o.  Am 23. Januar 1971 verteidigte er seine Titel gegen Bobby Williams. Backus gewann nach Punkten, über 10 Runden.
Am 15. März 1971 gelang ihm seine zweite Titelverteidigung gegen Robert Gallois, der Kampf ging über die vollen 10 Runden. In seiner dritten Titelverteidigung, am 4. Juni 1971, musste er sich José Ángel Nápoles geschlagen geben. Der Kampf wurde in der achten Runde abgebrochen.
Seinen letzten Kampf bestritt Backus  am 20. Mai 1978 gegen den damaligen WBA-Weltmeister Pipino Cuevas, jedoch verlor er in der zweiten Runde durch TKO.